# 佩姬·麦凯
佩姬·麦凯（英語：Peggy McCay，1927年11月3日—2018年10月7日），女，美国演员。曾获得黄金时段艾美奖剧情类最佳女客串演员。